# Valeriana grossheimii
Valeriana grossheimii är en kaprifolväxtart som beskrevs av Vorosh. Valeriana grossheimii ingår i släktet vänderötter, och familjen kaprifolväxter. Inga underarter finns listade i Catalogue of Life.